# Новосёловское сельское поселение (Раздольненский район)
Новосёловское се́льское поселе́ние (укр. Новоселівське сільське поселення, крымскотат. Новосёловское кой юрту, Монтанай кой юрту) — муниципальное образование в составе Раздольненского района Республики Крым России.
Административный центр — пгт Новосёловское (учитываемый Крымстатом как сельский населённый пункт).

## География
Поселение расположено на юго-востоке района, в степном Крыму, у стыка границ Первомайского и Сакского районов, граничит на севере только с Зиминским сельским поселением.
Площадь поселения 52,04 км².
Основная транспортная магистраль: автодорога 35К-015 Раздольное — Евпатория (по украинской классификации — Т-0111).

## Население
| 2001  | 2014  | 2015  | 2016  | 2017  | 2018  | 2019  |
| ----- | ----- | ----- | ----- | ----- | ----- | ----- |
| 3353  | ↘3225 | ↗3240 | ↗3277 | ↘3273 | ↘3268 | ↘3251 |
| 2020  | 2021  |       |       |       |       |       |
| ↘3247 | ↘2974 |       |       |       |       |       |

## Состав сельского поселения
Поселение включает 2 населённых пункта:
| № | Населённый пункт | Тип населённого пункта | Население на 2014 год |
| - | ---------------- | ---------------------- | --------------------- |
| 1 | Новосёловское    | пгт, центр             | ↘3179                 |
| 2 | Северное         | село                   | ↘46                   |

## История
В советское время на данной территории, согласно книге «Історія міст і сіл Української РСР», был образован Фрайдорфский сельсовет в составе Фрайдорфского района в 1938 году (на 1940 год он уже существовал. При этом, указом Президиума Верховного Совета РСФСР от 14 декабря 1944 года Фрайдорф был переименован в Новосёловское (и район в Новосёловский), а Фрайдорфский сельсовет, указом от 21 августа 1945 года, переименовали в Маевский, с центром в Маевке. С 25 июня 1946 года совет в составе Крымской области РСФСР. 25 июля 1953 года Новосёловский район был упразднен и совет включили в состав Евпаторийского. 26 апреля 1954 года Крымская область была передана из состава РСФСР в состав УССР. Время перемещения центра сельсовета в Новосёловское пока не установлено: на 15 июня 1960 года он уже существовал и в его составе числились населённые пункты:

| - Весёлое - Ветровка - Виноградово | - Вольное - Маевка - Новосёловское | - Северное - Советское |

В 1962 году Новосёловскому присвоен статус посёлка городского типа и сельский совет преобразовали в поселковый. 1 января 1965 года, указом Президиума ВС УССР «О внесении изменений в административное районирование УССР — по Крымской области», Евпаторийский район был упразднён и сельсовет включили в состав Раздольненского. Видимо, тогда же Ветровку, Виноградово и Вольное передали в Сакский район — на 1968 год в его составе. Также к 1968 году ликвидировано Советское, а Весёлое и Маевку включили в состав Новосёловского. С 12 февраля 1991 года сельсовет в восстановленной Крымской АССР, 26 февраля 1992 года переименованной в Автономную Республику Крым. По Всеукраинской переписи 2001 года население совета составило 3353 человека. С 21 марта 2014 года в составе Крыма аннексировано Россией. Законом «Об установлении границ муниципальных образований и статусе муниципальных образований в Республике Крым» от 4 июня 2014 года территория административной единицы была объявлена муниципальным образованием со статусом сельского поселения.